# 迎祥桥
31°02′01″N 120°54′57″E / 31.03370°N 120.91583°E
迎祥桥，位于中华人民共和国上海市青浦区金泽镇金溪居委会附近，是一座元朝古桥。

## 特点
迎祥桥是一座少见的木、石、砖混合结构的多跨式梁桥。始建于元朝，明朝天顺六年（1462年）、清朝乾隆五十六年（1791年）分别重建。该桥为五孔桥，全长34.25米，宽2.41米。桥侧面铺砌小砖，两侧木梁外覆贴水磨方砖，外型美观。迎祥桥纵向坡度和缓，整桥略呈弧状，当地以“迎祥夜月”列其入金泽八景之一，有“月印川流，水天一色”称谓。1959年，它被列为青浦县文物保护单位，1962年列入上海市文物保护单位。1966年文化大革命爆发后撤销。文革结束后，1978年9月，水中东北面的二条石柱因断裂倒入河中。1979年，上海市文管会资助抢修；同年重新公布为县级文物保护单位。1991年春，又发现桥西堍砖墩有坍塌现象，同年修理。2014年4月4日，重新认定为上海市文物保护单位。